# Tradycja apostolska
Tradycja apostolska lub  Tradycja – jedno z podstawowych pojęć w teologii chrześcijańskiej, szczególnie w tradycyjnych Kościołach głównego nurtu chrześcijaństwa jak katolicki, anglikański, prawosławny i kościołów orientalnych. Rozumiana jest jako całokształt modlitwy, nauki i życia wiarą, które Kościół „jeden, święty, powszechny i apostolski” (Credo) otrzymał od Jezusa i apostołów.
Pochodzenie Tradycji jest przypisywane apostołom, uważana jest za ustaloną u początków istnienia Kościoła – nauczanie tych kościołów uznaje ją za wzorzec, którego nie można naruszyć w jego ważnych elementach, bez zanegowania istoty chrześcijaństwa. Wspólnoty, które odeszły od istotnych elementów tradycji apostolskiej, były uznawane za nieautentycznie chrześcijańskie. Razem z niezmiennością istotnych elementów Tradycji apostolskiej teologia dostrzega zmienność tego, w jaki sposób jest ona przeżywana w każdym pokoleniu: rozumienie i sposób wyrażania tradycji pod natchnieniem Ducha Świętego (por. J 16,13) urzeczywistnia się przez wieki w sposób, który odpowiada wyzwaniom danego czasu.
W chrześcijaństwie nurtu reformacyjnego mówi się o „głównym nurcie tradycji”. Według komentatorów brak pojęcia tradycji w protestantyzmie lub właściwego rozumienia tego pojęcia jest przyczyną podziału doktrynalnego i rozdrobnienia wspólnot protestanckich.

## Źródła tradycji apostolskiej

### Stary Testament
Według Pierre'a Grelota, w Izraelu można bez trudu dostrzec fakt przekazywania bardzo określonego, obejmującego wiele elementów świętego depozytu, zwanego tradycją. Depozyt ów obejmował całe życie ludu Bożego Izraela: wspomnienia wydarzeń historycznych i ich interpretacja w wierze, sposób modlenia się i zasady dotyczące życia codziennego, obrzędy, kult, zwyczaje i prawo. Przekonanie o świętości, a więc swego rodzaju nienaruszalności tego depozytu, wynikało z przekonania, że stał za nim autorytet samego Boga, a nie jedynie to, że był on tradycją ojców – jak w przypadku niereligijnych tradycji danego narodu. Depozyt ów wynikał, według wierzeń Żydów, z Objawienia, które Bóg przekazywał przez swych wysłanników, zwłaszcza Mojżesza. Tradycja ta miała dwie cechy: trwałość i postęp. Pewne elementy były uznane za niezmienne, jak np. monoteizm, nauka o przymierzu, zwyczaje pochodzące jeszcze od patriarchów a podyktowane prawem mojżeszowym. Ale Bóg posyłał coraz to nowe osoby, przez które rozwijał tradycję i jej rozumienie.
Należy zaznaczyć, że powyższe odnosi się do postrzegania składników tradycji jako kluczowych i niezmiennych. Badanie rzeczywistego pochodzenia i powstania poszczególnych elementów jest przedmiotem naukowego badania historycznego, które może podać w wątpliwość nawet najbardziej centralne cechy tradycji, jak np. monoteizm.
Tradycja w Starym Testamencie była wpierw przekazywana ustnie, w stylu zgodnym z danym środowiskiem, następnie przybrała postać pisaną czyli Biblii. Tekst pisany z czasem nabierał coraz większego znaczenia. W judaizmie czasów bliskich Chrystusowi, głównym środkiem przekazywania tradycji były teksty pisane. Przekaz ustny istniał, choć nie mógł cieszyć się takim autorytetem, pretendować do posiadania normatywnego charakteru w taki sposób, jak właśnie Tora.

### Jezus Chrystus
Według Ewangelistów, Jezus szanował Prawo i proroków (por. Mt 5,17). Sam zaś nauczał „nie jak uczeni w Piśmie”, lecz „jak ten, kto ma władzę” (por. Mk 1,22.27). Zgodnie z nauczaniem kościołów głównego nurtu, poprzez swe nauczanie i czyny, np. sprawowanie Eucharystii, którą chciał by Jego uczniowie czynili na Jego pamiątkę (por. 1 Kor 11,23nn), wprowadził nowy wymiar w tradycję judaizmu i stanął u źródeł nowej tradycji chrześcijańskiej, która stanowiła kryterium właściwego odczytywania Biblii hebrajskiej.

## Tradycja apostolska w Nowym Testamencie
Opis tradycji, przekazu apostolskiego (gr. παράδοσις), jak zauważa komentarz w Biblii jerozolimskiej, podaje Paweł z Tarsu w Pierwszym liście do Tesaloniczan 2,13:

...gdy przyjęliście słowo Boże, usłyszane od nas, przyjęliście je nie jako słowo ludzkie, ale – jak jest naprawdę – jako słowo Boga, który działa w was wierzących.

Apostoł mówi konkretnie o tradycji, używając tego słowa, w 2. Liście do Tesaloniczan 3,6, jako o czymś, czego przestrzegać trzeba za cenę bycia wyłączonym ze wspólnoty wierzących:

Nakazujemy wam, bracia, w imię Pana naszego Jezusa Chrystusa, abyście stronili od każdego brata, który postępuje wbrew porządkowi, a nie według tradycji, którą przejęliście od nas.

Apostołowie otrzymali od Chrystusa nie tylko zespół prawd, ale także sposób życia, moralność, całe życie pierwszej wspólnoty uczniów Chrystusa zostało w sposób duchowy zapoczątkowane przez Mistrza. Dlatego dalej w swym liście Paweł zachęcał kolejnych uczniów Chrystusa do życia według tego, co „przejęli” od apostołów:

według tego, coście od nas przejęli w sprawie sposobu postępowania i podobania się Bogu – jak już postępujecie – stawajcie się coraz doskonalszymi! (1 Tes 4,1; por. 1 Kor 11,23; 15,1.3; Ga 1,9; Flp 4,9; Kol 2,6)

Ta tradycja, której centrum stanowi „Ewangelia”, czyli przepowiadanie zbawczego wydarzenia śmierci i zmartwychwstania Chrystusa, nie jest – w rozumieniu teologii – ludzką tradycją (por. Mk 7,8), lecz jest słowem Bożym, które otrzymuje się przez słuchanie (por. Rz 10,17; Ef 1,13; Dz 15,7) i przyjmuje sercem (por. Rz 10,8-10), dzięki wierze, że przez głoszącego przemawia sam Bóg (por. 1 Tes 4,1n; 2 Kor 3,5; 13,3). W ten sposób tradycja zostaje „przyjęta”, a ci którzy ją przyjmują sami stają się wzorem dla innych. Mówi św. Paweł w 1 Tes 1,6n:

A wy, przyjmując słowo pośród wielkiego ucisku, z radością Ducha Świętego, staliście się naśladowcami naszymi i Pana, by okazać się w ten sposób wzorem (gr. τυπος) dla wszystkich wierzących w Macedonii i Achai (por. 2 Tes 2,10; 2 Kor 11,4; Dz 8,14; itd.; Mk 4,20)

## W rozumieniu teologii prawosławnej
Według Siergieja Bułgakowa tradycja Kościoła jest gwarantem tożsamości Kościoła i wypływa z jedności żyjącego w nim Ducha. Tradycja jest czymś wewnętrznym, jest „noumenalną jednością”, żywą mocą i samoświadomością organizmu Kościoła. Ogarnia i jednoczy jego przeszłość, teraźniejszość i przyszłość. Tradycja prowadzi Kościół w przyszłość Królestwa niebieskiego, które wypełni się w paruzji, podobnie jak Stary Testament prowadził do Nowego, który był jego kontynuacją i wypełnieniem. Wewnętrzną normą określającą Tradycję jest świętość, gdyż Boży Duch mieszka zarówno w pojedynczym człowieku, jak i w Kościele. Stąd poszczególny człowiek może ogarnąć to, czym jest tradycja, gdy wzrasta w świętości. Tradycja, będąc czymś wewnętrznym – według Bułgakowa  – zapisuje się zewnętrznie w zabytkach literatury, sztuki, liturgii, prawa kanonicznego i w zwyczajach. Ale sama nie da się zamknąć w nich, bo jest zawsze kontynuowana w życiu chrześcijan. Dotyczy ona wiary i życia, nauki i pobożności. Z początku funkcjonowała jedynie jako przekaz ustny, później zaczęła być spisywana. Bułgakow, zgodnie z prawosławną tradycją teologiczną, bardzo mocno wiąże określenie podstawowych elementów tradycji, zwłaszcza w dziedzinie wiary, z Soborami powszechnymi i ich kanonami. Szczególne znaczenie ma tu Credo nicejsko-konstantynopolskie:

Takim minimum tradycji w dziedzinie wiary, obowiązującym wszystkich, ale nie wyczerpującym oczywiście całej tradycji, Kościół uczynił to, co zostało uroczyście ogłoszone i stało się prawem Kościoła na soborach powszechnych lub lokalnych, jako najbardziej autorytatywnych zgromadzeniach kościelnych, będących dla swoich czasów najwyższym organem władzy kościelnej. Obowiązującym wszystkich wyznaniem wiary jest Symbol Wiary Nicejsko-konstantynopolitański, wygłaszany także podczas liturgii (z nim łączą się, chociaż mają mniejsze znaczenie i nie mają zastosowania liturgicznego, Skład Apostolski, a zwłaszcza tak zwany Symbol św. Atanazego), oraz decyzje dogmatyczne siedmiu soborów powszechnych. Każdy, kto nie akceptuje tej tradycji kościelnej, tym samym znajduje się poza Kościołem i jego życiem. Istniejące w Kościele zasady praktyczne, czyli kanony, nie mogą być porównywane co do swojej ważności z definicjami dogmatycznymi, gdyż na wielu kanonach ciąży pieczęć uwarunkowań historycznych i ograniczoności. Dlatego niektóre kanony po prostu zostały zmienione przez późniejsze decyzje (co nie może zdarzyć się w odniesieniu do określeń dogmatycznych), inne zaś, chociaż formalnie nie odwołane, wychodzą z użycia i przestają być żywą tradycją Kościoła, stając się przedmiotem badań historyków i archeologów.

Siergiej Bułgakow podkreślał różnicę między soborowymi kanonami dogmatycznymi, a kanonami dotyczącymi praktycznego życia Kościoła – włączając w to także księgi liturgiczne, jak Typikon (prawosławny odpowiednik mszału rzymskiego). Przykładem dla rosyjskiego teologa było to, że podział jednego Kościoła na dwie tradycje liturgiczne, wschodnią i zachodnią, był możliwy do zaakceptowania. Z chwilą jednak, kiedy pojawił się podział w rozumieniu dogmatu związany ze sporem o Filioque, doszło do schizmy.

## W rozumieniu teologii katolickiej
W rozumieniu teologii katolickiej, tradycja jest źródłem poznania wiary komplementarnym w stosunku do Biblii. Jest jednocześnie punktem odniesienia do poprawnej jej interpretacji.
Louis Bouyer sformułował rolę władz kościelnych w odniesieniu do tradycji Kościoła w dziedzinie liturgii, jako swego rodzaju kustosza, konserwatora ustalonego przez Jezusa i apostołów modelu. Ów model ma być żywą rzeczywistością odpowiadającą potrzebom czasu, a nie martwym przepisem lub eksponatem muzealnym. Według francuskiego teologa to określenie zadań biskupów wobec liturgii odnosi się równie dobrze do wszystkich innych dziedzin życia Kościoła:  

Żywy autorytet samej Stolicy Apostolskiej i wszystkich biskupów zebranych na soborze powszechnym, np. trydenckim lub innym, interweniuje dokładnie po to, by kanonizować to, co uznaje za najdoskonalszy dostępny w naszym wieku nośnik zachowywania tradycji, która od samych Apostołów poprzez starożytność chrześcijańską doszła aż do nas.

Według Bouyera, tradycja w rozumieniu katolickim nie jest czymś z przeszłości, ustalonym raz na zawsze w szczegółowej pisemnej formie, niepodatnej na zmianę lub postęp. Nie jest też czymś zmiennym, co może być kształtowane do woli przez jednostki lub przez władze kościelne. Jest swego rodzaju żyjącym wzorcem, modelem danym raz na zawsze przez Chrystusa i Jego apostołów. Ten model ma być przeżywany zarówno przez duchowieństwo jak i świeckich w sposób aktywny. Nie ma być jedynie tak, że świeccy mają biernie przyjmować rządy biskupów. By ukazać właściwy sposób życia tradycją przez cały Kościół, L. Bouyer przytoczył rozróżnienie bł. kardynała J. H. Newmana. Angielski teolog dostrzegał dwa elementy tradycji: tradycję biskupią, sprawującą tzw. nadzwyczajne Magisterium Kościoła, jako taka jedynie ona w sposób właściwy i ścisły jest autorytatywna, oraz tradycję profetyczną. Nie można ich ani oddzielać, ani tym bardziej przeciwstawiać. Tradycja prorocka jest właściwa całemu ciału Kościoła, nie tylko biernie, ale i czynnie – jednak zawsze w jedności z tymi, którzy są u głowy:

/Profetyczna tradycja to/ dążenia umysłu według ducha (por. Rz 8, 6), myśli, zasady, które są jakby oddechem Wspólnoty Kościoła, [to] sposób, w jaki stale, habitualnie i jakby podświadomie postrzega ona rzeczy – raczej niż jakikolwiek, statyczny i systematyczny, komplet dogmatów.

Ta profetyczna tradycja wyraża się w najróżniejszy sposób poprzez historię, czyli dokumenty pisane i zabytki, które składają się na historię. Według L. Bouyera, bardzo istotne jest to, że tradycję tę mogą odczytać i rozpoznać w świadectwach z przeszłości jedynie ci, którzy żyją we Wspólnocie Kościoła, oddychają jej oddechem, żyją jej życiem i modlą się jej modlitwą.

### Nauczanie Soboru watykańskiego II
Sobór Watykański II przypomniał podstawowe znaczenie tradycji, jako przekazywania depozytu wiary, otrzymanej od apostołów:

Stąd Apostołowie, przekazując to, co sami otrzymali, upominają wiernych, by trzymali się tradycji, które poznali czy to przez naukę ustną, czy też przez list (por. 2 Tes 2,15) /.../ Tradycja ta, wywodząca się od Apostołów, rozwija się w Kościele pod opieką Ducha Świętego. Wzrasta bowiem zrozumienie tak rzeczy, jak słów przekazywanych, już to dzięki kontemplacji oraz dociekaniu wiernych, którzy je rozważają w sercu swoim (por. Łk 2,19 i 51), już też dzięki głębokiemu, doświadczalnemu pojmowaniu spraw duchowych, już znowu dzięki nauczaniu tych, którzy wraz z sukcesją biskupią otrzymali niezawodny charyzmat prawdy. Albowiem Kościół z biegiem wieków dąży stale do pełni prawdy Bożej, aż wypełnią się w nim słowa Boże.

Biblia jest spisaną w pokoleniu apostolskim częścią Tradycji, stąd cieszy się najwyższym autorytetem. Biblia i tradycja nie są "konkurencyjne" wobec siebie, przeciwnie, są wyrazem jednego Objawienia Bożego w Chrystusie. Sobór ujął to następująco:

Tradycja święta zatem i Pismo święte ściśle się ze sobą łączą i komunikują. Obydwoje bowiem, wypływając z tego samego źródła Bożego, zrastają się jakoś w jedno i zdążają do tego samego celu. Albowiem Pismo św. jest mową Bożą, utrwaloną pod natchnieniem Ducha Świętego na piśmie, a święta Tradycja, słowo Boże, przez Chrystusa Pana i Ducha Świętego powierzone Apostołom, przekazuje w całości ich następcom, by oświeceni Duchem prawdy, wiecznie je w swym nauczaniu zachowywali, wyjaśniali i rozpowszechniali. Stąd to Kościół osiąga pewność swoją co do wszystkich spraw objawionych nie przez samo Pismo święte. Toteż obydwoje należy z równym uczuciem czci i poważania przyjmować i mieć w poszanowaniu. Święta Tradycja i Pismo św. stanowią jeden święty depozyt słowa Bożego powierzony Kościołowi. (Konstytucja dogmatyczna o Objawieniu Bożym „Dei Verbum”, nn.9-10)

Tradycja rozwija się zawsze w słuchaniu Pisma Świętego, podlega mu jako normie krytycznej. Ale i na odwrót tradycja stanowi konieczne odniesienie dla poprawnego odczytywania w wierze Pisma Świętego. Słowo spisane Nowego Testamentu powstało jako dzieło Kościoła. Historyczno-krytyczna metoda interpretacji Biblii, choć pomocna, jest w Kościele katolickim uważana za niewystarczającą do właściwego rozumienia, przyjęcia i nauczania Słowa Bożego w wierze. W celu uniknięcia błędów wynikających z ludzkiej omylności konieczne jest odniesienie do Magisterium Kościoła, które otrzymało misję od samego Chrystusa nauczania wiary apostolskiej.

## W rozumieniu teologii protestanckiej
Protestantyzm, w myśl reformacyjnej zasady Sola scriptura, w XVI w. zakwestionował autorytet Kościoła w odniesieniu do tradycji przejętej od apostołów. Jednak, według Jamesa Mackeya, teologia reformacji nie wystąpiła przeciw zasadzie tradycji jako takiej. Dwa punkty zdają się być dla reformacji najważniejsze: 
1. Wszelka tradycja musi opierać się na Piśmie świętym i być „sądzona” według Pisma.
2. Duchowni nie mogą posiadać żadnej, nawet względnie niezależnej władzy nauczania.

Według Mackeya, najbardziej przeciwny tradycji kościelnej był Marcin Luter, inni reformatorzy byli bardziej umiarkowani w swej krytyce:

Sam Luter jest, być może, najbardziej negatywnym z reformatorów w stosunku do teologii tradycji, ponieważ zbyt mocno zależało mu na odrzuceniu papiestwa, soborów i władzy nauczycielskiej Kościoła w ogólności, by usiłował zastąpić je czymś pozytywnym. Lecz Melanchton, a później Chemnitz zajmują zupełnie inne stanowisko. Melanchton odwoływał się do wczesnych wierzeń i do pism pierwszych Ojców jako przewodników dla wiary chrześcijańskiej. Sądził on, iż Ojcowie pierwszych wieków byli tak świątobliwymi i uczonymi mężami, a ponadto tak bliskimi czasów autentycznej nauki apostołów, że w praktyce ich nauczanie można uważać za dokładny wyraz prawdy chrześcijańskiej zawartej jako słowo Boże w Piśmie świętym.

W swej książce O rozwoju doktryny chrześcijańskiej Jan Henryk Newman udowadniał, że zmiana i rozwój są oznaką życia i doskonałości. Według Mackeya, w dążeniach reformatorskich doszło do naruszenia tego prawa rozwoju. Pragnąc wrócić do domniemanego „Złotego Wieku” chrześcijaństwa, stanu pierwotnej czystości, zapoznali prawdę, że tradycja Kościoła z konieczności zawiera w sobie zmianę lub rozwój, z zachowaniem istotnych prawd i praktyki chrześcijańskiej. Ogólnie jednak, teologia reformacji nigdy do końca nie negowała zasady tradycji. Współcześnie wielu autorów podkreśla jej znaczenie. Według Daniela Jenkinsa każda grupa chrześcijańska ostatecznie rządzi się jakąś tradycją:

Wszyscy ludzie są spadkobiercami tradycji, nawet ci pozornie najbardziej samoistni z sekciarzy protestanckich. A kiedy wyobrażają sobie, że są naprawdę wyzwoleni od pewnego zespołu tradycji, to właśnie wtedy w sposób najbardziej naturalny popadają pod władanie innego.

Troska o wierne odczytanie Biblii idzie w parze z koniecznością zachowania ciągłości przekazu wiary. W teologii protestanckiej znajduje to wyraz w określeniu główny nurt tradycji /(ang.) main stream of tradition/. Według J. MacQuarrie, profesora Union Theological Seminary w Nowym Jorku w latach 1943-1966, poszczególni teolodzy nie mogą się sprzeciwiać temu nurtowi tradycji w równym stopniu jak nie mogą tego czynić wobec Pisma Świętego:

Przeczyć podstawowym doktrynom, jak ta o Trójcy Świętej, odrzucać formuły Credo, odstawiać na bok wiarę /(ang.) beliefs/ wczesnych soborów niepodzielonego jeszcze Kościoła - są to działania, do których jednostki mogą się skłaniać przez swoje własne myślenie na temat tych kwestii. Nie mogą jednak mieć miejsca w chrześcijańskiej teologii, gdyż stają się one nie czym innym, jak odrzuceniem historii, a więc ciągłości tożsamości wspólnoty, w ramach której dokonuje się chrześcijańska refleksja teologiczna.

Krytykując protestanckie postawy wobec tradycji apostolskiej, Louis Bouyer uważa, że Reformacja z powodu zaprzeczenia doktrynie  – do tej pory powszechnie uznawanej w chrześcijaństwie  – że autorytet Kościoła jest jednocześnie autorytetem Bożym i umieszczenia Boskiego autorytetu w „niedostępnych niebiosach”, popadła w czysty indywidualizm. Zaowocowało to ustanowieniem absolutnej i wyłącznej władzy jednostki w sprawach duchowych, gdzie jedynym kryterium oceny ich prawdziwości jest osobiste doświadczenie, wyobrażenia, upodobania i rozumienie. Louis Bouyer uważa, że dalsze istnienie kościołów protestanckich jest jedynie próbą zapobieżenia całkowitej dezintegracji Kościoła chrześcijańskiego:

System protestancki, który zrodził Kościoły protestanckie, w odrzuceniu prawdziwej «apostolskości» Kościoła poprzez niezrozumienie lub zanegowanie sukcesji apostolskiej, sam w praktyce jest zaangażowany w ciągłe żądanie Boskiego autorytetu [dla siebie]. Mimo iż na początku chciał ustanowić to odrzucenie jako zasadę. Z chwilą zerwania z Kościołem tradycji, przed organizacjami protestanckimi stanęły otworem trzy możliwości. Albo, jak najpierw w przypadku anabaptystów, a później kwakrów, odrzucenie każdej widzialnej władzy, skutkujące w absolutnym, anarchicznym indywidualizmie; albo też, jak w przypadku odpowiedzi Luterańskiej, przekazanie organizowania i kierowania Kościołem w ręce władzy cywilnej; albo, jak w kalwinizmie i w sektach, które poszły za nim lub przeciwstawiły się mu, sztuczne skonstruowanie nowego kościoła, stworzonego we wszystkich swych elementach dzięki geniuszowi (lub fantazjom) jednostki, zgodnie z systemem własnego pomysłu. Rezultat był zawsze ten sam; w Kościele w miejsce boskiego autorytetu, protestantyzm ustanowił czysto ludzki autorytet, wraz z nieuniknioną konsekwencją zniewolenia człowieka przez człowieka, zduszając ideę religii osobistej i chrześcijańskiej wolności

Dla Louisa Bouyera, fakt iż, mimo systemowego indywidualizmu, kościoły protestanckie trwają, świadczy głównie o chęci wierzących zapobieżenia całkowitej dezintegracji Kościoła, gdyż to w ich oczach oznaczałoby dezintegrację panowania samego Boga.